# Alfredo Greñas
Alfredo Greñas (Bucaramanga, Colombia, 9 de marzo de 1857-San José, Costa Rica, 16 de septiembre de 1949) fue un caricaturista político durante la edad de oro de la caricatura política. Trabajó para el Papel Periódico Ilustrado y fundó numerosos periódicos clandestinos para propagar sus ideales.

## Biografía

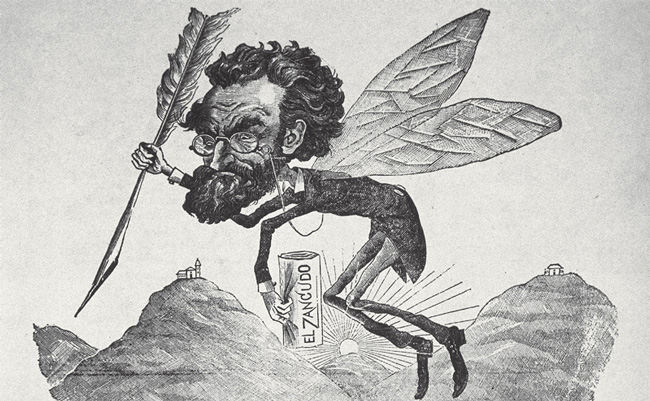
Autorretrato de Alfredo Greñas. 6 de septiembre de 1891

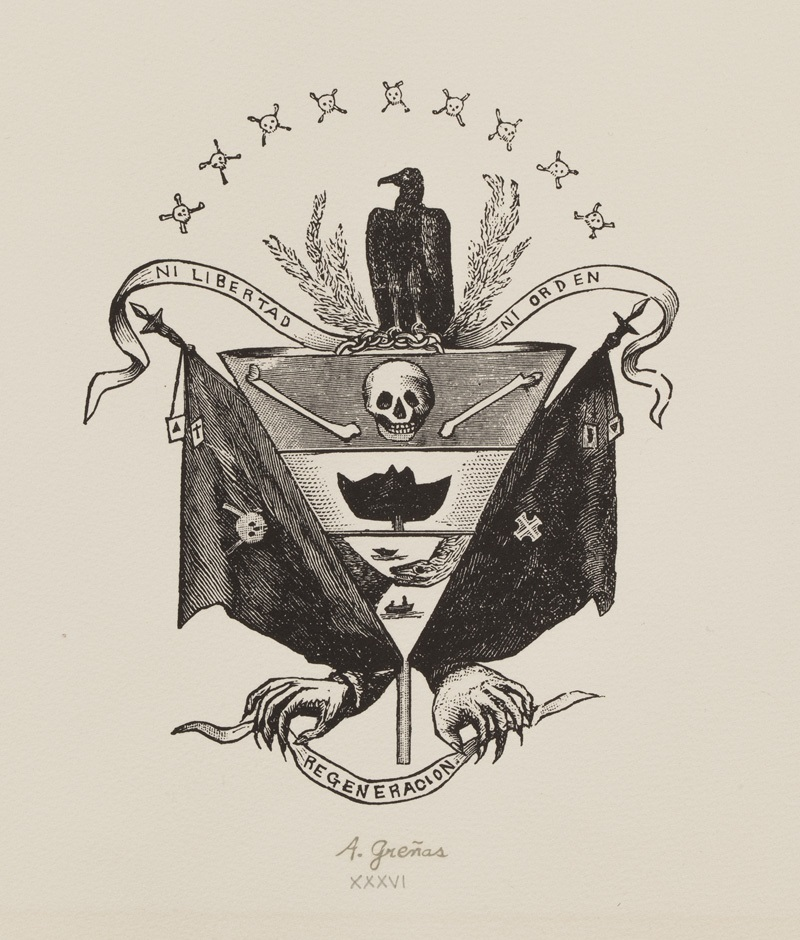
El escudo de la Regeneración, 20 de julio de 1890.

Greñas nació en Bucaramanga el 9 de marzo de 1857. A sus 24 años ingresa a la escuela de grabado, fundada por Alberto Urdaneta: uno de los caricaturistas políticos más reconocidos del país. Alfredo Greñas consideraba que las ilustraciones en los periódicos eran clave para propagar los ideales de un movimiento político. Durante su paso por la escuela de grabado colaboró con el Papel Periódico Ilustrado, uno de los periódicos más reconocidos de finales del siglo XIX en Colombia. En 1885 fundó un periódico clandestino llamado El Posta junto a unos cuantos amigos. Esta publicación circuló durante ocho meses, dejando un total de 32 números. Aquí presentaba quejas gráficas sobre la Guerra Civil Colombiana de 1884-1885. El periódico fue descubierto junto a sus creadores, lo cual significó ocho meses de cárcel para ellos y que decomisaran sus trabajos.
El 22 de marzo de 1890 el público colombiano conoció El Zancudo, un periódico donde se burlaban de la Regeneración. Greñas y sus colaboradores usaron seudónimos y fecharon sus publicaciones al año 1790 en el Virreinato de la Nueva Granada para evitar la censura y en tono de burla. Alfredo Greñas hizo uso del zoomorfismo y el costumbrismo para criticar al movimiento político que tenía poder sobre el país en ese entonces. Este periódico fue cerrado por el gobierno el 4 de octubre de 1891. Además de El Zancudo, Greñas publicó más de veinte periódicos, entre los cuales se destacan El Mago (1890-1891) y El Barbero (1892-1893); este último llevó a su destierro de Colombia. El Barbero era un periódico de humor gráfico en el que presentan caricaturas dramáticas de tinte histórico. Su primera caricatura, El sueño de un candidato presenta a Miguel Antonio Caro como un rey de burlas, pues tiene puesta en su cabeza una vasija de paja tejida con plumas como si fuera una corona. El Gobierno departamental prohibió la publicación de caricaturas por El Barbero después de que, en su quinto número, se burlaran de Carlos Holguín. El 16 de abril, a modo de protesta, publicaron una plancha de madera sin imágenes como protesta por la represión gubernamental. La titularon Un penitente y acompañaron su no-caricatura con una explicación de lo ocurrido.
Para enero de 1893, el Gobierno acusa a Alfredo Greñas de incitar la revuelta de artesanos, por lo que fue condenado a la Penitenciaría Central de Bogotá, luego a las bóvedas de Cartagena y por último fue desterrado. Aunque buscaba asilo en los Estados Unidos, Greñas se quedó en Puerto Limón, Costa Rica. Se estableció en San José, donde compró una imprenta a vapor. Con esta se dedicó a hacer trabajos comerciales. Con el tiempo adquirió el diario La Prensa Libre, donde escribieron Joaquín García Monge y Roberto Brenes Mesén.
Greñas muere en San José el 16 de septiembre de 1949.